# 白喉弯嘴鹛
白喉弯嘴鹛（学名：Pomatostomus halli），也称哈氏弯嘴鹛，是雀形目弯嘴鹛科的一种鸟类。
白喉弯嘴鹛体重约41.8克，翼长约80.9毫米，嘴峰长约25.1毫米，喙宽度约3.6毫米，喙厚度约5.4毫米，跗蹠长约26.5毫米，尾长约86毫米。白喉弯嘴鹛在其分布区内为留鸟，其栖息在半开放的灌木丛中，食性为肉食性，主要食物来源是陆生无脊椎动物。
白喉弯嘴鹛分布于昆士兰州中南部和新南威尔士州西北部。该物种是单型物种，没有亚种分化。